# Honkasaari (ö i Finland, Mellersta Finland, Keuruu, lat 62,17, long 24,36)
Honkasaari är en ö i Finland. Den ligger i sjön Ukonselkä och i kommunen Keuru i den ekonomiska regionen  Keuru ekonomiska region  och landskapet Mellersta Finland, i den södra delen av landet, 220 km norr om huvudstaden Helsingfors. Öns area är 1,6 hektar och dess största längd är 240 meter i sydöst-nordvästlig riktning.